# Gadus
Genre
Gadus est un genre de poissons gadiformes, communément appelés morues ou cabillauds.

## Liste des espèces
Selon FishBase (14 fev. 2016) :
- Gadus macrocephalus Tilesius, 1810 — morue du Pacifique
- Gadus morhua Linnaeus, 1758 — morue de l'Atlantique, morue franche
- Gadus ogac Richardson, 1836 — morue du Groenland, morue ogac, ogac